# St. Katharina (Katharinazell)

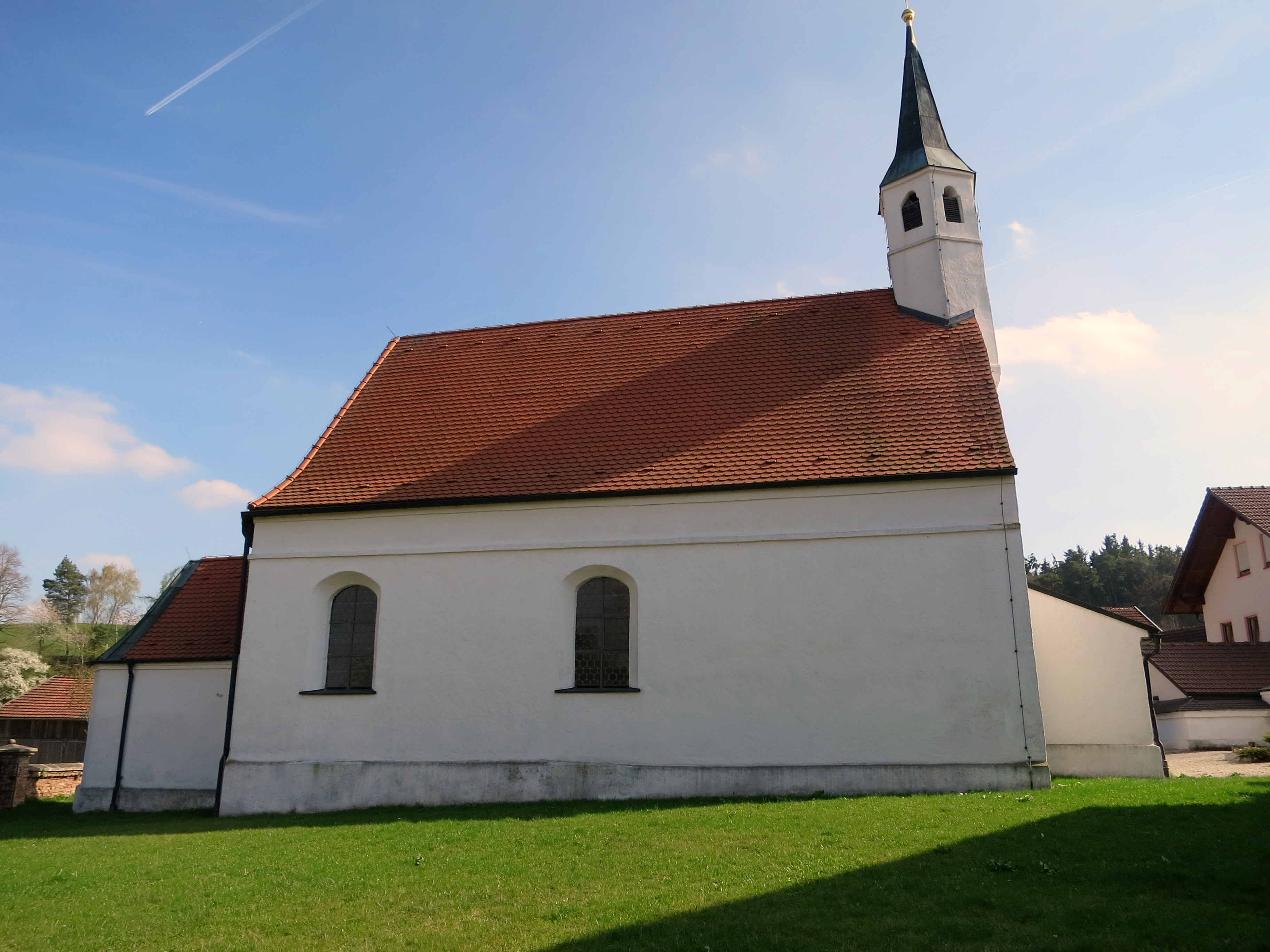
St. Katharina in Katharinazell

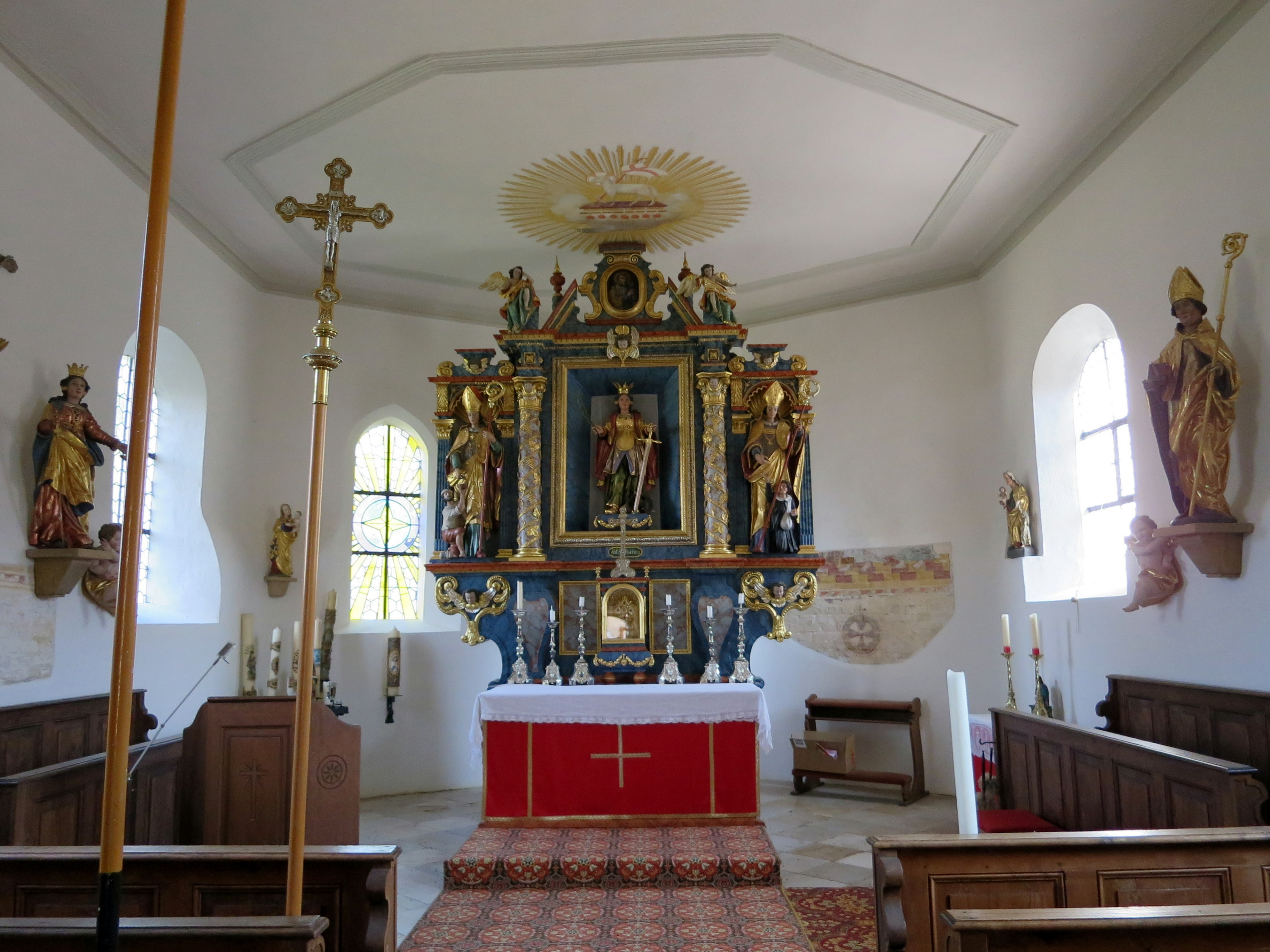
Innenraum

St. Katharina ist der Name der römisch-katholischen Filialkirche im Gemeindeteil Katharinazell der Gemeinde Gammelsdorf im oberbayerischen Landkreis Freising. Die Kirche steht unter Denkmalschutz und wird in der Liste der Baudenkmäler in Gammelsdorf als Baudenkmal unter der Nr. D-1-78-125-8 geführt. Sie gehört zum Pfarrverband Hörgertshausen-Gammelsdorf im Dekanat Freising des Erzbistums München und Freising.

## Beschreibung
Die gotische Saalkirche wurde im 14. Jahrhundert erbaut. Sie besteht aus dem Langhaus, dem dreiseitig geschlossenen Chor im Osten und der Sakristei an der Stirnseite des Chors. Der Fassade im Westen wurde im 17. Jahrhundert ein etwas hervortretender sechseckiger Giebelreiter mit spitzem Helm aufgesetzt.
Der Hochaltar wurde um 1660 aufgestellt. Die Mitte der Altarretabel bildet eine Skulptur der Katharina von Alexandrien, die von den Skulpturen des Martin von Tours und des San Giovanni Elemosinario flankiert wird.